# Alfonso Miquel Garriga
Alfonso Miquel Garriga C.M.F. (Prades de Molsosa, 24 febbraio 1914 – Barbastro, 13 agosto 1936) è stato un religioso spagnolo, martirizzato a Barbastro durante la Guerra civile spagnola e venerato come beato dalla Chiesa cattolica.

## Biografia
Nacque a Prades de Molsosa, una frazione che contava poche famiglie, era il sesto di otto fratelli e perse la madre all'età di 8 anni. Il padre fece sì che frequentasse la scuola organizzata dal parroco. Dopo avere assistito alla predicazione di padre Soler, un missionario clarettiano, decise di entrare nell'Ordine.
Entrò nel noviziato di Vic all'età di quindici anni ed emise i voti il 15 agosto del 1929. Fu destinato alla casa di Cervera nel quale fu sarto, cuoco e calzolaio. Il 27 agosto del 1934 venne trasferito al seminario di Alagón dove gli venne affidato l'incarico di calzolaio. Si prendeva cura anche delle api in un campo che si trova oltre l'Ebro, dove si recava spesso in bicicletta o a piedi con altri confratelli o da solo. Era anche incaricato dello smistamento e della distribuzione della posta.
Dovette temere un qualche tipo di pericolo per la sua vocazione perché chiese esplicitamente al padre provinciale di essere trasferito ed il 20 agosto del 1935 arrivò al seminario di Barbastro. Alfonso era attento e servizievole in particolare verso i più anziani.
Insieme ai suoi confratelli venne arrestato il 20 luglio del 1936 dalle milizie anarchiche sotto il comando del governo repubblicano che presero il potere a Barbastro e venne recluso nel salone della scuola dei padri Scolopi. Durante i primi giorni di reclusione, i carcerieri lo scelsero per trasportare i viveri dal seminario all'edificio degli scolopi. In quelle occasioni i miliziani gli offrirono salva la vita se avesse sposato la causa rivoluzionaria andando al fronte a combattere:
Lo minacciarono, poi tentarono di sedurlo servendosi di prostitute, ma egli si mantenne saldo alla comunità grazie alla preghiera.
Venne fucilato la mattina del 13 agosto sul ciglio di una strada fuori città. Insieme a 19 compagni, fece parte del terzo gruppo di clarettiani di Barbastro che subirono il martirio. I loro corpi sono stati gettati in una fossa comune.

Dopo la guerra i resti dei martiri furono riesumati e si possono venerare oggi nella cripta della casa museo a Barbastro. Nel 2013 è uscito un film sulla vicenda intitolato "Un Dios prohibido" per la regia di Pablo Moreno.

## Culto
La beatificazione avvenne a Roma, ad opera di Giovanni Paolo II, il 25 ottobre 1992. La Chiesa cattolica lo ricorda il 13 agosto.